# Beletrina
Beletrina, zavod za založniško dejavnost je slovenska knjižna založba s sedežem v Ljubljani, ustanovljena leta 1996 kot Študentska založba Študentske organizacije Univerze v Ljubljani, Zavod za založniško dejavnost. Zdajšnje ime je dobila leta 2014, ko se je ločila od Študentske organizacije, ki je prej skrbela za financiranje, potem pa je njen delež padal. Pravni status študentske organizacije je bil ovira pri prijavljanju na razpise.
Ima knjigarno v Ljubljani na Novem trgu 2.

### Ustanovitelji
Ob ustanovitvi Beletrine so se dotedanjem ustanoviteljem, Alešu Štegru, Tomažu Gerdini in Marku Hercogu, pridružili Andrej Brvar, Milan Dekleva, Niko Grafenauer, Milan Jesih in Veno Taufer, ki so odvezani materialne in kazenske odgovornosti.

### Financiranje
Leta 2013 so skoraj polovico sredstev dobili od Javne agencije za knjigo (JAK). V veliko podporo so jim evropski razpisi.

## Zbirke
- Beletrina (1996–) • književnost (urednik: Mitja Čander; izvršna urednica: Špela Pavlič)
- Koda (1997–) • družboslovje, humanistika (urednik: Aleš Šteger)
- Posebne izdaje
- Žepna Beletrina (2010–)

### Pretekle zbirke
- Claritas (1998–2009; združena z zbirko Koda)
- Scripta (1998–2012) • študijska literatura[4]

## Publikacije
- Časopis za kritiko znanosti

## Ostale dejavnosti

### Sodelovanje pri projektih
- »Berideli!«[5]
- »Insajder«[6]

- »Izza zidov/Observing Walls: 1989–2019«[7][8]

- »Reading the Heart of Europe« (1. 1. 2019–31. 12. 2019)[9]
- »V iskanju svobode: 1968–2018«[10]
- »Živa coprnija Pohorja in Istre/Živa štrigarija Pohorja i Istre« (1.8. 2017–30. 11. 2019)[11]

### Vodenje spletnih platform
- AirBeletrina • spletni kulturni medij
- Biblos • izposoja in prodaja elektronskih knjig
- Versopolis (2017–2021)[12] • pesniška platforma, spletni časopis

### Organizacija literarnih festivalov
- Dnevi poezije in vina na Ptuju

- Festival literature sveta - Fabula